# Олафур Стефансон
Олафур Индриди Стефансон (исл. Ólafur Indriði Stefánsson; Рејкјавик, 3. јул 1973) бивши је исландски рукометаш и репрезентативац који је играо на позицији десног крила. На врхунцу своје каријере сматрао се једним од најбољих рукометаша на свету. Био је изабран за спортску личност године на Исланду 2002, 2003, 2008 и 2009 године.

## Каријера

### Клупска каријера
Стефансон је своју каријеру започео у клубу Валур са седиштем у Рејкјавику. Са Валуром, Стефансон је 5 пута постао исландски шампион. Након Валура, прешао је у Бундеслигу, играјући са Вупертал, који је тренирао тадашљи исландски селектор Виго Сигурдсон. Касније се придружио још једном исландском тренеру Алфреду Гисласону у Магдебургу. 2003. године Стефансон је прешао у шпанског великана Сијудад Реал. На врхунцу своје каријере, Олафур Стефансон је имао огроман успјех са Сијудадом, освајајући и ЕХФ Лигу шампиона и наслов првака Шпаније више пута. Године 2009. вратио се у Немачку где је играо за Рајн–Некар Левен,  где га је тренирао тренер исландске репрезентације Гудмундур Гудмундсон. 1. јула 2011. потписао је уговор за Копенхаген, али након што је клуб банкротирао у лето 2012. године, остао је без клуба до краја године. Његов агент је 7. децембра објавио да је потписао за Леквију, рукометни тим у Дохи, где је и завршио каријеру.

### Репрезентативна каријера
Стефансон је био дугогодишњи члан репрезентације Исланда. Са Исландом је као капитен освојио Олимпијско сребро 2008. године у Пекингу и бронзу на Европском првенству 2010. у Аустрији.

## Награде и признања
- Спортска личност године на Исланду: 2002, 2003, 2008 и 2009.
- Најбољи стрелац Европског првенства 2002.
- Најбољи стрелац ЕХФ Лиге шампиона 2007/08.
- Најбољи стрелац Сијудад Реала 2002/03.
- Најбољи тим на Европском првенству 2002.
- Најбољи тим на Летњим олимпијским играма 2004.
- Најбољи тим на Летњим олимпијским играма 2008.
- Најбољи тим на Европском првенству 2010.
- Најбољи стрелац у историји Магдебурга

## Клупски трофеји

### Валур
- Првенство Исланда: 1991, 1993, 1994, 1995, 1996
- Куп Исланда: 1993

### Магдебург
- ЕХФ Лига шампиона: 2002
- ЕХФ куп: 1999, 2001
- Првенство Немачке: 2001
- Куп Немачке: 2001

### Сијудад Реал
- ЕХФ Лига шампиона: 2006, 2008, 2009
- Првенство Шпаније: 2004, 2007, 2008, 2009
- Куп Шпаније: 2004, 2005, 2006, 2007, 2008
- Суперкуп Шпаније: 2005, 2008

### Копенхаген
- Првенство Данске: 2012
- Куп Данске: 2011

### Међународни
- 5 место на Светском првенству 1997.
- 4 место на Европском првенству 2002.
- 2 место на Олимпијским играма 2008.
- 3 место на Европском првенству 2010.